# الدهية السفلى (يافع)

تعديل مصدري - تعديل

الدهية السفلى هي إحدى قرى عزلة لبعوس بمديرية يافع التابعة لمحافظة لحج، بلغ تعداد سكانها 20 نسمة حسب تعداد اليمن لعام 2004.